# Lógica da computabilidade
Introduzido por Giorgi Japaridze em 2003, lógica da computabilidade é um programa de pesquisa e sistema matemático para re-desenvolver a lógica como uma teoria da computabilidade formal e sistemática, em confronto à lógica clássica, a qual é uma teoria de prova formal. Nessa abordagem, fórmulas lógicas representam problemas computacionais (ou, equivalentemente, recursos computacionais), e suas veracidades significam serem "sempre computáveis".
Problemas e recursos computacionais são entendidos em seu sentido mais interativo e geral. Eles são formalizados como jogos simulados por uma máquina perante o seu ambiente, e computabilidade significa a existência de uma máquina que vença o jogo contra qualquer comportamento possível do ambiente. Definindo o que máquinas simuladoras de jogos significam, lógica da computabilidade provê uma generalização da tese de Church-Turing para um nível interativo.
O conceito clássico de verdade acaba por ser um caso especial de computabilidade e de grau de interatividade zero. Sendo uma extensão conservativa da anterior, lógica da computabilidade é, ao mesmo tempo, por uma ordem de magnitude mais expressiva, construtiva e computacionalmente significativa. Prover uma resposta sistemática para a questão fundamental "o que (e como) pode ser computado?", possui um vasto leque de potenciais áreas de aplicação. Estas incluem teorias construtivas e aplicadas, sistemas de conhecimento básico, sistemas de planejamento e ação.
Além de lógica clássica, lógica linear (sendo entendido no sentido relaxado) e lógica intuicionista também acabam por ser fragmentos naturais da lógica da computabilidade. Portanto, conceitos importantes de "verdade intuitiva" e "verdade logico-linear" podem ser derivadas da semântica e da lógica da computabilidade.
Por ser semanticamente construído, lógica da computabilidade ainda não tem uma teoria de prova totalmente desenvolvida. Achar sistemas dedutivos para vários fragmentos disso e explorar suas propriedades sintáticas é uma área de pesquisa em contínuo andamento.